# It's All True (film, 1942)
 (septembre 2021).
It's All True (littéralement Tout est vrai) est un projet de film inachevé d'Orson Welles de 1942, coproduit par la RKO Pictures et une agence du gouvernement des États-Unis, Coordinator of Inter-American Affairs créée «en temps de guerre». Les conditions exactes de financement, l'implication exacte des protagonistes, en particulier le rôle d'Orson Welles, ne font pas encore l'objet d'un consensus historique. André Bazin présente le projet comme un « grand film de propagande indirecte ». Selon  Jonathan Rosenbaum, une partie du projet est intégrable au cinéma brésilien. Robert Stam en fait une œuvre séminale du Cinema Novo, la nouvelle vague du cinéma brésilien, emmenée par Glauber Rocha. « Oubliés sur une étagère » pendant 50 ans, les rushes du film sont intégrés à It's All True: Based on an Unfinished Film by Orson Welles de Richard Wilson, Bill Krohn and Myron Meisel, produit avec la participation décisive de Canal+, sorti en salle en 1993.

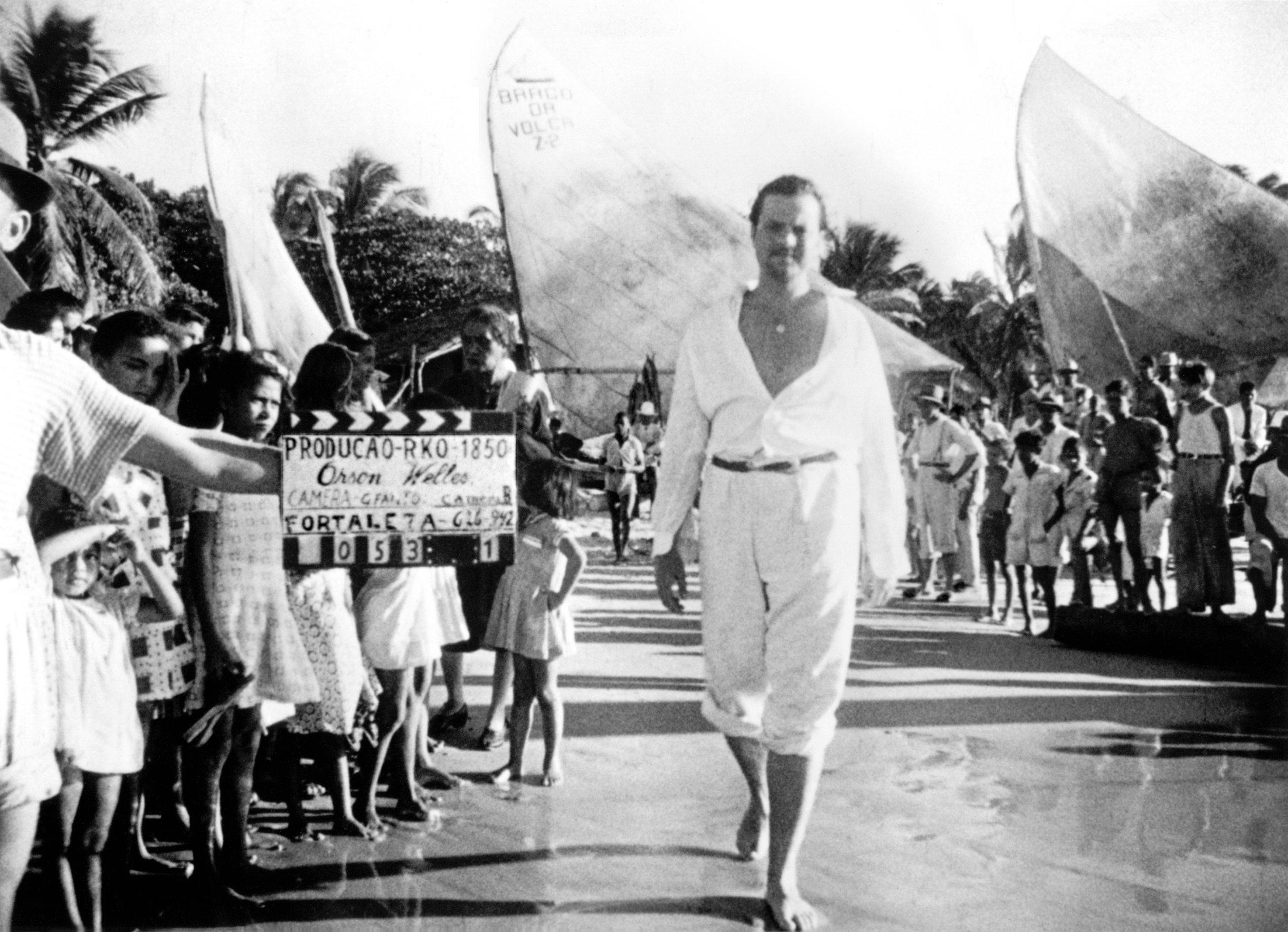
Orson Welles, à Fortaleza (Brésil), sur sur le tournage de It's all true

Le film devait comporter trois épisodes : un sur le Mexique, un sur le carnaval de Rio, le dernier sur le Nordeste. Un épisode sur l'histoire du jazz n'a pas dépassé le stade d'ébauche.

## Contexte
La production du film débute dans un contexte géopolitique particulièrement délicat. L'Espagne franquiste et le Portugal salazariste sont officiellement neutres pendant la Seconde Guerre mondiale qui n'est, fin 1940 qu'un conflit européen. L'attitude du « sous-continent » sud américain dont la culture, au moins linguistique, procède de la péninsule ibérique est globalement indéterminable début 1941. Le Paraguay, le Pérou, le Chili, le Venezuela, l'Uruguay et l'Argentine ne se déclareront qu'en février-mars 1945. Seuls le Panama et le Honduras se déclareront dès 1942. Les cas du Brésil et du Mexique, concernent particulièrement It's all True puisque Welles est mandaté, plus ou moins officieusement, de "participer" d'une manière anecdotique ou concrète au « rapprochement culturel » des États-Unis avec le Mexique (peut-être l'Argentine) et le Brésil où Getúlio Vargas dirige l'Estado Novo, un « état nouveau » d'inspiration fasciste.

## Chronologie
La sortie de Citizen Kane est retardée de février à avril 1941 par William Randolph Hearst. Welles commence le tournage de La Splendeur des Amberson en octobre 1941. Il produit et joue dans Voyage au pays de la peur juste avant de partir pour le Brésil. Welles aurait rencontré Nelson Rockefeller, coordinateur du Bureau des affaires inter-américaines deux semaines après l'attaque de Pearl Harbor, soit dans les derniers jours de 1941. À ce moment émerge le projet d'un « grand film de propagande indirecte » (l'expression est d'André Bazin). Le Carnaval de Rio a lieu en février. Le Mexique entre en guerre en mai 1942 à la suite du torpillage des pétroliers SS Potrero del Llano et SS Faja de Oro par les U-Boot.
Le Brésil déclare la guerre à l'Allemagne et l'Italie le 22 août 1942.

## Mon ami Bonito
L'épisode mexicain, dont le premier synopsis est de Robert Flaherty évoque l'amitié d'un jeune garçon pour un taureau. Certains plans évoquent particulièrement Que Viva Mexico ! de Sergueï Eisenstein.

## Histoire de la Samba
Lors du Carnaval de Rio, Welles filme les écoles de samba. Ces rushs sont présentés lors d'un ciné-concert toulousain en 2000.

## Quatre hommes sur un radeau
Dans le Nordeste, Welles s'appuie sur un fait divers à savoir quatre marins-pêcheurs brésiliens ou « jangadeiros » qui ont parcouru sur une petite embarcation « jangada » 2 000 km en longeant la côte pour rencontrer le président Vargas. Le tournage qui fait jouer aux vrais héros leur propre rôle, débute mal, une grosse vague emporte un des quatre hommes nommé Jacare. Malgré l'ordre de la RKO de rapatrier l'équipe de tournage, Welles termine les prises de vue.